# Il Barone Rampante
Il Barone Rampante war ein italienisches Motorsportteam, das in den Jahren 1991 bis 1993 an der Internationalen Formel-3000-Meisterschaft teilnahm.

## Formel 3000
Das Team wurde von Giuseppe Cipriani gegründet, einem Rennfahrer und Mitinhaber der Luxushotel- und Restaurantgruppe „Cipriani“. Der Name des Rennstalls bezieht sich auf den Roman Il barone rampante (wörtlich: „Der zügellose Baron“; deutscher Buchtitel: „Der Baron auf den Bäumen“) des italienischen Schriftstellers Italo Calvino. Das Team setzte ausschließlich Chassis von Reynard ein; die Motoren kamen von Mugen-Honda, Judd und Cosworth.

### Formel-3000-Saison 1991
In der Debütsaison startete Il Barone Rampante mit zwei Reynard-Chassis und Honda-Motoren. Stammfahrer waren Alessandro Zanardi und Giuseppe Bugatti, die an allen zehn Meisterschaftsläufen teilnahmen. Zanardi gewann das erste Rennen des Teams in Vallelunga sowie ein Sommerrennen in Mugello, hinzu kamen vier vierte Plätze in Circuito de Jerez, Brands Hatch, Spa und in Nogaro. Zwei Rennen vor Saisonende führte Zanardi die Zwischenwertung an, musste sich aber letztlich Christian Fittipaldi geschlagen geben, der im Reynard des Pacific-Teams im letzten Rennen die Meisterschaft für sich entschied. Zanardi wurde mit 42 Punkten Vizemeister der Saison 1991. Giuseppe Bugatti kam in der gesamten Saison nur zweimal in die Punkteränge: In Hockenheim wurde er Dritter, beim Saisonauftakt in Vallelunga Fünfter. Er beendete die Meisterschaft auf Rang elf.

### Formel-3000-Saison 1992
In seiner zweiten Saison setzte Il Barone Rampante drei Chassis ein, die wiederum von Reynard bezogen wurden. Das Team begann mit Motoren von Judd. Bei zwei Fahrzeugen wechselte man im Sommer zu Cosworth-Triebwerken, das dritte Auto wurde dagegen durchgängig mit dem Judd-Achtzylindermotor betrieben.
Im Laufe der Saison erlebte das Team einige Fahrerwechsel. Stammfahrer war Rubens Barrichello. Er nahm an jedem Rennen des Jahres teil und wurde mit 27 Punkten Dritter der Meisterschaft. Das zweite Auto wurde zunächst für Andrea Montermini eingesetzt, der nach dem sechsten Rennen infolge eines Streits über die Finanzierung seines Cockpits zu Forti Corse wechselte. Sein Ersatz war der Portugiese Pedro Chaves, der bis dahin für das britische Konkurrenzteam GJ Motorsport gefahren war. Montermini kam mit Il Barone Rampante nur zweimal in den Punkterängen ins Ziel: In Montmélo siegte er, und beim anschließenden Rennen im sizilianischen Enna wurde er Dritter. Nach seinem Wechsel zu Forti gewann er noch zwei weitere Rennen und beendete die Saison letztlich als Vizemeister. Monterminis Ersatz Chaves kam bei seinen vier Einsätzen für Il Barone Rampante nicht in die Punkteränge. Das dritte, ausschließlich mit Judd-Motor ausgestattete Auto wurde nacheinander von Fabiano Vandone und Giampiero Simoni gefahren. Simoni erzielte im letzten Rennen des Jahres in Magny-Cours einen Meisterschaftspunkt, Vandone kam jeweils nur außerhalb der Punkteränge ins Ziel.

### Formel-3000-Saison 1993
In der dritten Saison setzte Il Barone Rampante wiederum drei Autos ein. Das Team beendete die Saison allerdings vorzeitig, nachdem es im Frühjahr zu erheblichen finanziellen Schwierigkeiten gekommen war. Nach dem vierten Rennen wurde das dritte und nach dem fünften Rennen das zweite Auto eingestellt. Zum sechsten Meisterschaftslauf erschien Il Barone Rampante nur noch mit einem Auto; danach stellte das Team den Betrieb vollständig ein.
Das erste Auto wurde für fünf Rennen gemeldet. Fahrer war der Franzose Eric Angelvy, der einmal die Qualifikation verpasste und bei allen vier Rennen, zu denen er antrat, vorzeitig ausfiel. Das zweite Auto fuhr der Niederländer Jan Lammers. Er ging bei den ersten sechs Rennen an den Start und kam abgesehen vom letzten Rennen regelmäßig ins Ziel, erreichte aber keine Punkteränge. Das dritte Auto wurde viermal für Vittorio Zoboli gemeldet. verpasste einmal die Qualifikation, fiel zweimal aufgrund eines Fahrfehlers aus und kam einmal – beim zweiten Rennen des Jahres in Silverstone – auf Rang 12 ins Ziel.

## Formel 1
Im Laufe des Jahres 1991 entwickelte Teamchef Cipriani unterschiedliche Konzepte für den Aufstieg seines Rennstalls in die Formel 1. Anfänglich erwog er, das Formel-1-Projekt von Adrian Reynard zu übernehmen, das Anfang des Jahres an mangelnder Finanzierung und am Fehlen eines Motorenpartners gescheitert war. Diese Verbindung realisierte sich nicht; Reynards Formel-1-Projekt wurde stattdessen zwei Jahre später von Pacific Racing wiederbelebt. Im Oktober 1991 ließ Cipriani den argentinischen Rennwagenkonstrukteur Enrique Scalabroni ein Konzept für ein eigenes Formel-1-Auto entwickeln; auch diese Idee wurde letztlich nicht verwirklicht. Nach dem Abschluss der Formel-1-Saison 1991 verhandelte Cipriani mit Ken Tyrrell über die Übernahme der Tyrrell Racing Organisation. Einigen Medienberichten zufolge waren die Verhandlungen weit fortgeschritten, scheiterten aber an unterschiedlichen Preisvorstellungen. Später versuchte Cipriani, das italienische Formel-1-Team Fondmetal zu übernehmen; auch daraus wurde letztlich nichts.